# 動物用医薬品センター (アメリカ)
動物用医薬品センター（英: Center for Veterinary Medicine, 以下頭字語のCVM ）はアメリカの食品医薬品局（以下FDA）の下部機関として、動物用医薬品や薬剤、飼料や餌およびその添加物の製造と流通を規制する。ここで言う動物とは人間の食用の畜産物になるものとともに、ペットまたはコンパニオンアニマルを指しており、食品添加物は対象とするが薬物からワクチンは除外する。すなわちアメリカで飼育される1億個体超のコンパニオンアニマルに加えて、数百万の家禽や牛、豚および希少な動物種に与えたり使ったりする薬物や医療器具および食品添加物の規制を担っている。希少な動物とは、牛や豚、鶏や七面鳥、馬や犬猫を除く。
飼料や餌と医薬品について、安全性の監視もCVMの責任である。業務の多くは肉製品を含む畜産品に重大な薬物の残留物が混入しないように、食用動物に使う動物用医薬品に焦点を当てる。
アメリカにおける動物用ワクチンの監督官庁は農務省である。

## 沿革
FDAの医療局は1953年に獣医療部門を設立し、1965年には獣医学局（BVM）として分割した。その時点で獣医学局内に置いた部門は獣医学審査と動物新薬および獣医学研究であった。これらにコンプライアンス部門と栄養科学部門を1970年に追加し、1976年の局再編成を経て1984年に動物用医薬品センターに改称した 。
2017年にセンター長に就任したスティーブン・ソロモン獣医学博士はオハイオ州立大学で獣医学から博士号（DVM）を、ジョンズホプキンス大学から公衆衛生学修士号を受けており、前任者でセンター長代行在任数ヵ月のトレーシー・フォーファTracy Forfa から引き継いだ。前センター長のベルナデット・ダナム博士の任期は2008年から2016年までであった。

## 使命と理想
当センターの使命は「人間と動物の健康を守ること」にあり、組織の理想を「卓越性、革新性、指導力」に置く。公衆衛生を促進する学際的な活動を展開する組織である。

## 組織の構成
当センターは主要部門6箇所に分かれる。
局長室　センターの活動を調整し、管理や研究、コンプライアンスなどさまざまな分野で方針を確立する。活動計画や立案、予算編成および管理業務を指揮する局長室はまた、動物用新薬申請手続き New_Animal_Drug_Application （英語）ならびに同略式申請手続きの承認、動物向け食品添加物使用の承認および提出された申請中の動物用新薬の人の健康への影響の査定を担当する。所長には当センターの活動のスポークスパーソンの役割が任ぜられ、一般社会と業界や他の政府機関、国立組織および国際組織と連絡を取り合う。
管理予算局　当センターの活動をめぐる顧客サービス、指導および研修を提供する。当局の職員はセンターの目標と優先順位の戦略的立案（Strategic planning）の管理を担い、センターが管轄する特定の施設やプログラムおよびサービス供与の調整役を務める。請求業務、情報の管理と技術、人材育成（Training and development）ならびに当センターの予算管理も当局の担当である。
動物用新薬評価局　医薬品供給者が動物用医薬品の製造・販売の承認申請を提出すると情報を審査する。この局では特定の動物用新薬の承認が必要かどうか、4つの柱を満たすことを確認して判断する。すなわち医薬品の審査にあたり、（1）動物と人間の両方にとって安全か、（2）使用目的に効果があるか、（3）高品質の製品であるかどうか、（4）さらに薬物の安全な使用と保管および取り扱い方法をラベルに適切に示しているか検討する。また当局は医薬品が市場に出た後もこれら4つの基準が維持されることを保証する。配下に8部門があり、それぞれ薬物審査プロセスの異なる部分を評価する。
監視・コンプライアンス局　動物用医薬品および医療器具の安全性と有効性の規制を担当し、動物向け食品の安全プログラムも監督する。当局の職員には獣医師、畜産学者、毒物学者、消費者安全担当官に加えて他の研究者が名を連ねる。業務範囲は製品検査、製品のサンプル分析および国外製品でアメリカに将来は輸入される可能性のあるものの査定を支援する。コンプライアンスに関する教育とアウトリーチを実施し、有害事象の監視支援、また動物用医薬品や動物向け食品および動物用医療器具の安全性をめぐる問題を特定する。動物向け食品の危険防止と周知に努める当局では、安全上の懸念が見つかると製品安全性に関する警告を発し、包材のラベルの記載変更の指示やリコールの発令、あるいはまた製品の承認取り消しを行う。
研究局　薬物と食品添加物および実験環境における汚染を分析する新手法の開発を支援する。当局の業務は薬物の吸収と分布（Absorption、Distribution）代謝と排泄について、またさまざまな薬物が動物の免疫や生理に与える影響を調査することにある。また食品媒介性疾患や食品中の残留薬物のスクリーニング技術の開発を支援する。当局が携わる研究は獣医学、畜産学、生物学、化学、微生物学、疫学、薬理学など多くの科学分野にわたる。所在する建物に実験室や動物施設を併設し、専用の研究実験設備を置いている。
希少利用少数種局　センター内で規模が最小で、馬、犬、猫、牛、豚、七面鳥および鶏に「使用する頻度が希少」な医薬品を扱い、あまり頻繁に発生せず罹患がごく狭い地理的領域に限定的な疾病、または例年、影響を受ける動物個体が少数だけの疾病の治療薬である。また動物園の展示動物やオウム、フェレット、モルモット、ヒツジ、ヤギ、ミツバチなど比較的、飼育個体数が少ない「マイナー種」に関わる課題も担当範囲である。当局は「マイナー種用未承認動物用新薬の合法的流通品インデックス」を確立し維持する。アウトリーチと研修もその活動の重要な部分を占める。

## 典拠
この記事はアメリカ合衆国保健福祉省の管轄するウェブサイトもしくは文書に由来するパブリックドメインの資料を組み込んであります。